# Jules Crépieux-Jamin
Jules Crépieux-Jamin (1859-1940) fue un grafólogo francés.

## Biografía
Desde 1889, Crépieux-Jamin trabajó como dentista en Ruan. Estaba profundamente interesado en las obras de Jean-Hippolyte Michon (1806-1881), a quien se considera el fundador de la grafología moderna (pseudociencia que analiza la psicología de la escritura). Durante gran parte de su carrera analizó y revisó el trabajo de Michon, que incluyó la reclasificación y reagrupación del sistema de «signos de escritura a mano», y el desarrollo de nuevas reglas sobre su clasificación.
En su libro ABC de la graphologie de 1929, estableció un sistema de clasificación de siete categorías en las que se agrupan 175 signos grafológicos. Las siete categorías que usó se titulan: Dimensión, Forma, Presión, Velocidad, Dirección, Diseño y Continuidad. Como ejemplo, la categoría "Forma" contendría varios signos grafológicos como: "redondeado", "ornamentado", "armonioso" y "confuso".
Crepieux-Jamin adoptó un «enfoque holístico» para el análisis de la escritura a mano y a cada elemento de la escritura aplicó una gama de significados hipotéticos, manteniendo que el valor de un signo en particular no es fijo, y su importancia e interpretación son variables dependiendo de otros aspectos de la escritura que se analizan.

## Publicaciones
- Traité Pratique de Graphologie, Flammarion, París.
- L'écriture et le caractère (1888), PUF, París, 1951, 441 páginas --- Escritura y expresión.
- La graphologie en exemples (1898), Larousse, Paris - Graphology in examples.
- Les Bases fondamentales de la Graphologie et de l'expertise en écritures (1921) - Los fundamentos de la grafología y la experiencia en la escritura.
- L'Age et le sexe dans l'écriture (1924), Adyar, París --- Edad y sexo en caligrafía.
- Les éléments de l'écriture des canailles (1925), Flammarion, París .--- Los elementos de la escritura de los canallas.
- L'ABC de la graphologie (1929), PUF, 1960, 667 páginas --- El ABC de la grafología.
- Libres propos sur l'expertise en écritures et les leçons de l'Affaire Dreyfus , Alcan, 1935 --- Sobre la libre experiencia en escritura y lecciones del Caso Dreyfus.